# 노비 추쇄
노비추쇄(奴婢推刷)는 자기 상전에게 의무를 다하지 않고 다른 지방에 몸을 피한 노비를 찾아내어 본 고장에 돌려보내기 위해 제정한 법제이다.
조선 사회에 들어와서는 노비의 수가 많아지고 또한 노비 내에 분화가 생겼다. 공천(公賤)은 사천(私賤)보다 권세가 컸고, 양민보다 더 우세하기도 하였다. 노비는 세습하여 신역(身役)을 바쳤으므로 도망자가 생기고 이를 막기 위해 추쇄도감(推刷都監)을 두기도 했다. 이러한 노비의 제도는 정조 때에 노비추쇄법을 폐지하고 1778년(정조 12년) 순조 때는 내수사와 각 관방(官房)의 노비원부(奴婢原簿)를 태워버리는 등으로 차츰 소멸되어 갔다.

## 같이 보기
- 추쇄
- 노비